# Sonkowo
Sonkowo – osiedle typu miejskiego w Rosji, w obwodzie twerskim. W 2010 roku liczyło 4164 mieszkańców.